# Porphyrinia subterminalis
Porphyrinia subterminalis är en fjärilsart som beskrevs av Rothschild 1914. Porphyrinia subterminalis ingår i släktet Porphyrinia och familjen nattflyn. Inga underarter finns listade i Catalogue of Life.